# Norman McLaren
Pour les articles homonymes, voir McLaren.
Norman McLaren, né le 11 avril 1914 à Stirling en Écosse et mort le 26 janvier 1987 à Montréal au Canada, est un réalisateur canadien d'origine britannique. Il est considéré comme un des grands maîtres du cinéma d'animation mondial. Son nom est étroitement associé à l'Office national du film du Canada.

## Œuvre
Son œuvre s'est développée au sein du bouillonnement culturel et politique du cinéma québécois d'alors. Certains de ses films se feront d'ailleurs en français.

McLaren a expérimenté de nombreuses techniques d'animation sans caméra (grattage de pellicule, peinture sur pellicule et même peinture du son sur pellicule (en)), pixilation, prise de vue réelle, stop motion et dessin animé. Ainsi que le dit Olivier Cotte, historien du cinéma d'animation : 

« l’œuvre de Norman McLaren a su marier l’expérimentation la plus intègre et le plaisir des sens et du jeu. Si Walt Disney a défini une certaine forme narrative animée, McLaren a, davantage que tout autre réalisateur, exploré l’essence de l’art de l’animation sans jamais commettre l’erreur si tentante de l’enfermer dans un dogme. »

Norman McLaren s'est notamment inspiré des techniques de superposition de personnage sur un décor d'Émile Courtet, dans ses techniques de peinture sur pellicule, par exemple dans Love on the Wing.
D'une créativité débordante, McLaren expérimente constamment, à la manière de l'artiste visuel dans son studio. Il utilise les mêmes images de départ dans ses deux films Lignes horizontales et Lignes verticales.
Il innove également dans la création du son, dessinant directement la piste sonore optique de ses films. Il se crée un système de repères, établissant des correspondances entre espaces des traits et notes de musiques, auquel il ajoute des masques afin de créer des ondes sonores simples ou plus complexes.
On voit son travail à ce niveau dans À la pointe de la plume. Mais ce travail sur le son va plus loin : McLaren a toujours recherché une symbiose entre son et image. L'image danse sur la musique de la bande sonore. On peut dire qu'il a dessiné pour aider le spectateur à entendre et composé de la musique pour l'aider à voir. L'œil voit ce que l'oreille entend et réciproquement. Ainsi, en définitive, « l'œil entend, l'oreille voit. » C'est d'ailleurs le titre d'un de ses films dans lequel il réalise, à partir d'un piano, non seulement le son du film mais aussi l'image.
McLaren travaillait au sein de l'Office national du film du Canada (ONF). Il fut en couple  avec le directeur de la section française de l'ONF, Guy Glover (en), ainsi que son partenaire.

## Musées et collections publiques
- Bibliothèque et Archives Canada ;
- Carleton University Art Gallery ;
- Cinémathèque québécoise ;
- Musée d'art contemporain de Montréal ;
- Musée d'art de Joliette ;
- Musée des beaux-arts de l'Ontario ;
- Musée des beaux-arts de Sherbrooke ;
- Musée des beaux-arts du Canada ;
- Musée national des beaux-arts du Québec[2].

## Honneurs
Les films de Norman McLaren sont ajoutés au Registre international Mémoire du monde de l'UNESCO. Du 11 avril au 1er 2014, le Quartier des spectacles et l'Office national du film du Canada s'associent pour souligner le 100e anniversaire de naissance de Norman McLaren avec des vidéoprojections sur les différentes façades du Quartier des spectacles de Montréal,. La salle d'exposition Norman-McLaren lui rend hommage à la Cinémathèque québécoise.
Dans le cadre de sa collection Les bâtisseurs culturels, organisme MU rend hommage en 2015 avec sa murale McLaren en cinq temps à 5665, boulevard Saint-Laurent.

### Récompenses
- 1952 : Oscar du meilleur court-métrage, Voisins.
- 1955 : Palme d'or du court métrage au Festival de Cannes pour Blinkity Blank
- 1958 :
  - Prix spécial au BAFTA Awards dans la catégorie Canada avec Claude Jutra pour Il était une chaise.
  - Au Canadian Films Awards, Meilleur film dans la catégorie Arts and Experimental avec Claude Jutra pour Il était une chaise.
- 1962 : Médaille de l’Académie royale des arts du Canada.
- 1972 : Prix Molson.
- 1973 : Compagnon de l'Ordre du Canada.
- 1982 : Prix Albert-Tessier.
- 1985 : Chevalier de l'Ordre national du Québec.

### Nomination
- 1958 : Au Academy Awards USA, Oscar dans la catégorie: Best Short Subject, Live Action Subjects, pour Il était une chaise.

## Filmographie
- 1933 : 7 till 5, 9 min 27, n&b
- 1935 :
  - Polychrome Fantasy
  - Color Cocktail.
  - Camera Makes Whoopee.
- 1936 : Hell Unltd (it), 14 min, n&b, muet
- 1937 :
  - News for the Navy
  - Book Bargain
- 1938 : Mony a Pickle
- 1939 :
  - Stars and Stripes
  - The Obedient Flame
  - Scherzo
  - Rumba
  - Love on the Wing, 4 min, couleur
  - Allegro
  - Spook Sport (couleur, 8 min) (musique : Danse macabre de Camille Saint-Saëns) (coréalisé avec Mary Ellen Bute)
- 1940 :
  - NBC Valentine Greeting
  - NBC Greeting
  - Boucles (Loops)
  - Dots
- 1941 :
  - Boogie-Doodle (en).
  - V for Victory.
- 1942 : Hen Hop (en), 3 min, couleur.
- 1943 : Dollar Danse, 4 min, couleur.
- 1944 :
  - C'est l'Aviron, 3 min 20 s, n&b (adaptation de la chanson « C'est l'Aviron »).
  - Alouette, coréalisé avec René Jodoin.
- 1949 :
  - Caprice en couleurs (Begone Dull Care), 9 min, couleur, coréalisé avec Evelyn Lambart
  - Workshop experiment in animated sound.
- 1951 : À la Pointe de la Plume, 6 min, n&b, documentaire.
- 1952 :
  - A Phantasy, 7 min, couleur.
  - Voisins (Neighbours), 8 min 10 s (a reçu un Oscar).
- 1955 : Blinkity Blank, 5 min 15 s, couleur (Palme d'or du court métrage au Festival de Cannes)[7].
- 1956 : Rythmetic (en), 9 min, couleur.
- 1957 : Il était une chaise (A Chairy Tale), 10 min, n&b (coréalisé avec Claude Jutra; musique de Ravi Shankar).
- 1958 : Le Merle, 4 min, couleur.
- 1960 : Lignes verticales, 6 min.
- 1962 : Lignes horizontales (Lines: Horizontal), 6 min.
- 1964 :
  - Discours de Bienvenue de Norman McLaren, 7 min, n&b.
  - Canon, 9 min 13 s, coréalisé avec Grant Munro, couleur.
- 1965 : Mosaïques, 5 min, couleur.
- 1968 : Pas de Deux, 13 min, n&b.
- 1971 : Synchromy (en), 7 min 27 s.
- 1978 : Le Mouvement Image par Image, série en 5 parties coréalisée avec Grant Munro, couleur.
- 1983 : Narcisse, 22 min, couleur.